# Turlough (Mayo)
Turlough (irisch Turlach) ist ein Ort mit 379 Einwohnern, etwa sieben Kilometer nordöstlich von Castlebar im County Mayo in Irland. Es ist bekannt für das „Museum of Country Life“ (Teil des National Museum of Ireland) und seines gut erhaltenen und trotz seiner Höhe von etwa 23,0 m gedrungen wirkenden Rundturm, der zwischen 900 und 1200 errichtet wurde. Turlough ist einer der Sitze der Familie FitzGerald.
Turlough ist auch der Name des umliegenden 241 Hektar großen Townlands entlang des Castlebar River (irisch An tSiúir) an der N5 (Straße). Um das Dorf finden sich Burnt Mounds, Cillins, eine Heilige Quelle und eine Steinreihe.